# Prior's Field School
Il Prior's Field è un collegio femminile indipendente locato a Godalming, vicino Guildford, nel Surrey, nel sudest dell'Inghilterra. È situato su 42 acri di terreno, a 34 miglia di distanza a sudovest da Londra ed adiacente alla A3, che passa tra la capitale e la costa sud.

## Storia
La scuola fu fondata nel 1902 con sette allievi. Oggi 440 studenti tra gli 11 e i 18 anni frequentano la Prior's Field School, con un terzo di studenti britannici e stranieri residenti in modo permanente, settimanale o flessibile. La preside è Mrs Tracy Kirnig, che è arrivata nel 2015 dalla Caterham School nel Surrey ed è l'undicesima direttrice della scuola.
La Prior's Field School aprì il 23 gennaio 1902. Fu fondata da Julia Arnold, madre di Julian Huxley ed Aldous Huxley, figlia di Tom Arnold, nipote di Thomas Arnold, rettore alla Rugby School, immortalato nel romanzo Tom Brown's Schooldays.
Inoltre suo zio era il poeta Matthew Arnold. La famiglia Huxley è nota storicamente per i suoi risultati nei campi delle scienze, della medicina, della letteratura e dell'educazione.
Julian Huxley divenne un biologo, il primo direttore dell'UNESCO e il membro fondatore del World Wildlife Fund. Aldous Huxley fu l'autore di Brave New World (1932). W. B. Yeats, George Bernard Shaw e Lewis Carroll erano loro amici di famiglia.
Il motto della scuola, "We live by Admiration, Hope and Love", viene da The Excursion di William Wordsworth.
Iniziando con un appezzamento di cinque acri ed una casa di dimensioni modeste progettata da C.F.A. Voysey, Julia aprì la sua scuola con una studentessa residente, cinque ragazze, un fox terrier a pelo ruvido ed il figlio di sette anni e mezzo, Aldous.
Julia Arnold fu sposata con Leonard Huxley, un biografo, scrittore ed ex-assistente maestro alla Charterhouse School. Morì nel 1908 all'età di quarantasei anni, solo dopo sei anni come preside e fu succeduta da Mrs Ethel Burton-Brown, che fu preside dal 1908 al 1927.
La rivista della scuola fu pubblicata per la prima volta nel giugno 1908.
Sia Julia Arnold che Ethel Burton-Brown sono sepolte al Compton Cemetery. La tomba di quest'ultima è stata progettata da Mary Watts, moglie del pittore e scultore George Frederic Watts (1817-1904). 